# Ваал
Ваа́л або Баа́л (фінік., івр. בעל) — семітський бог родючості. Значення імені — Господь, пан. Термін габ Баал стосується Ваала, чоловіка Астарти, тоді як виразом габ Беалім називали різних локальних божеств, що, як вважалось, були власниками певних місцевостей та мали вплив на них.
У сучасній українській мові вживається вислів служіння Ваалу, що означає гонитву за матеріальними благами.

## Історія поклоніння
Найдавніші відомі приклади поклоніння в 3 тис. до н. е. в Угариті.

### Ваал у вавилоно-асирійський період
Ханаанці, які головним чином займалися рільництвом та скотарством, вважали, що виконування ритуалів, пов'язаних з поклонінням Ваалу, заохотить його діяти відповідно, благословляючи врожай і відвертаючи від них посуху чи нашестя сарани, чи іншу негоду. Вважалось, що Ваал з настанням дощового сезону відроджувався, а отже, знову починав панувати і спаровуватися з Ашторет. Такі річні відроджування святкувалися розбещеними ритуалами родючості, що відзначалися оргіями нестримної розпусти.
На честь Ваала будувалися храми. Всередині таких святинь були зображення чи символи Ваала, тоді як поблизу вівтарів назовні стояли кам'яні колони (ймовірно фалічні символи Ваала), священні стовпи та кадильні стояки. При таких священних пагорках служили храмові повії чоловічої та жіночої статі. На додачу до церемоніальної проституції в таких святинях навіть давали в жертвоприношення дітей.

### Античність
Шанувався Баал і у фінікійській державі Карфаген (ім'я Ганнібал означає «улюбленець Баала»); через фінікійців і карфагенян поступово у XX—X столітті до н. е. культ Баала поширився далеко на Захід (в Єгипет, Іспанію та ін.). Імператор Геліогабал переніс його культ до Риму.

### Храм Ваала в Пальмірі
У 32 в місті Пальміра збудовано Храм Ваалу, який частково зберігся до 2015. 30 серпня 2015 бойовики радикального терористичного угрупування Ісламська держава провели вибух на території храму, зруйнувавши його центральну будову практично повністю.

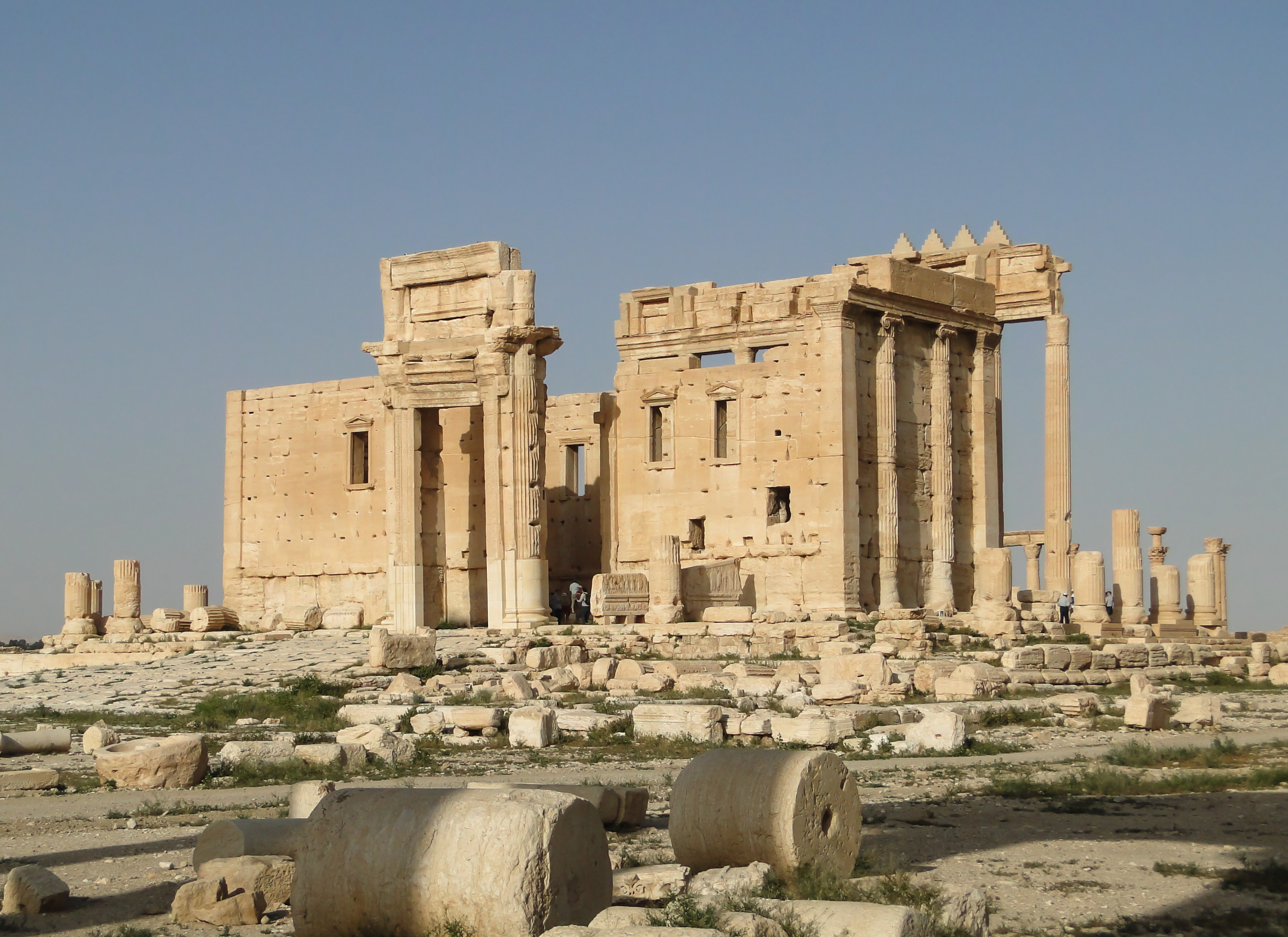
Храм Ваала в Пальмірі
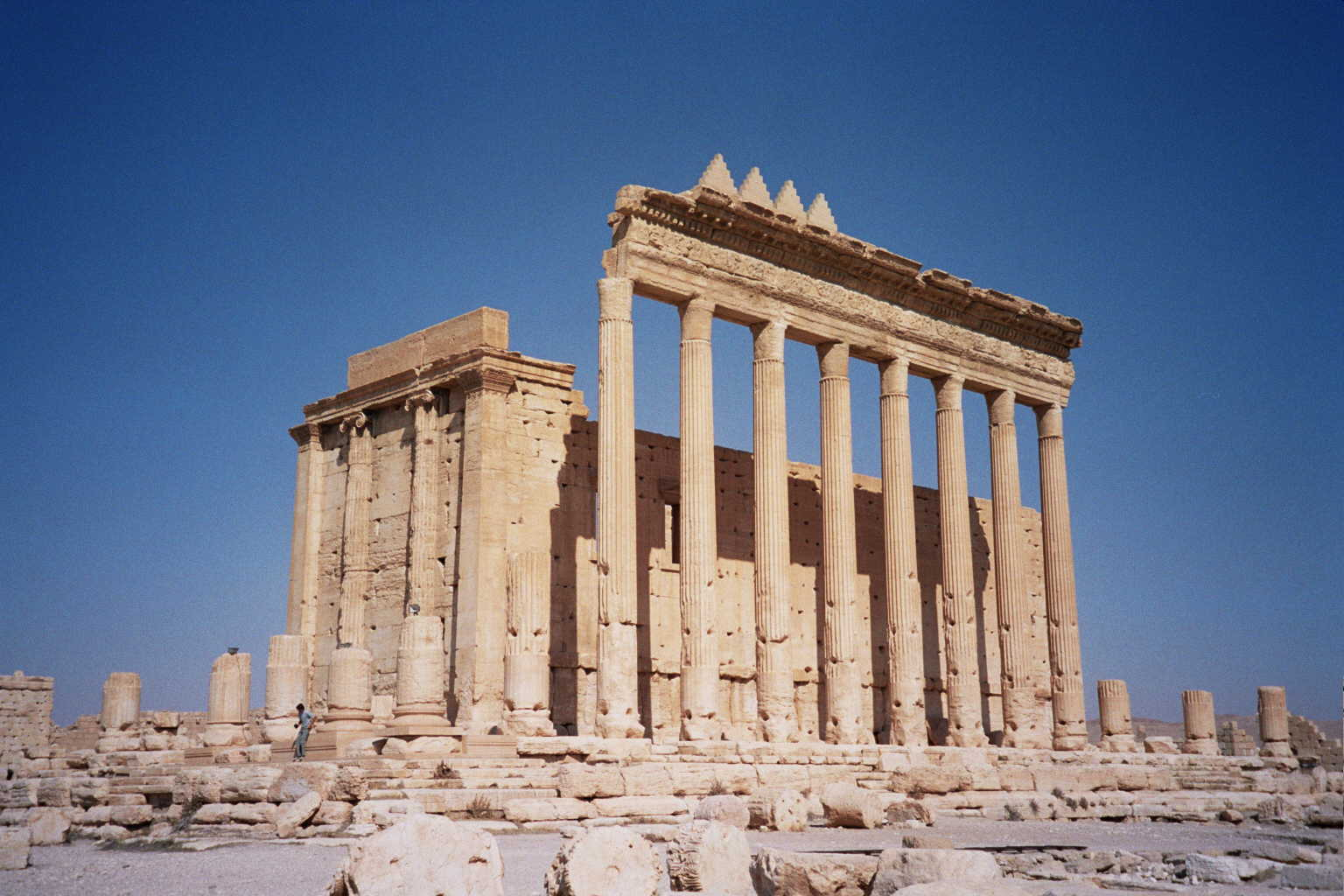
Храм Ваала в Пальмірі
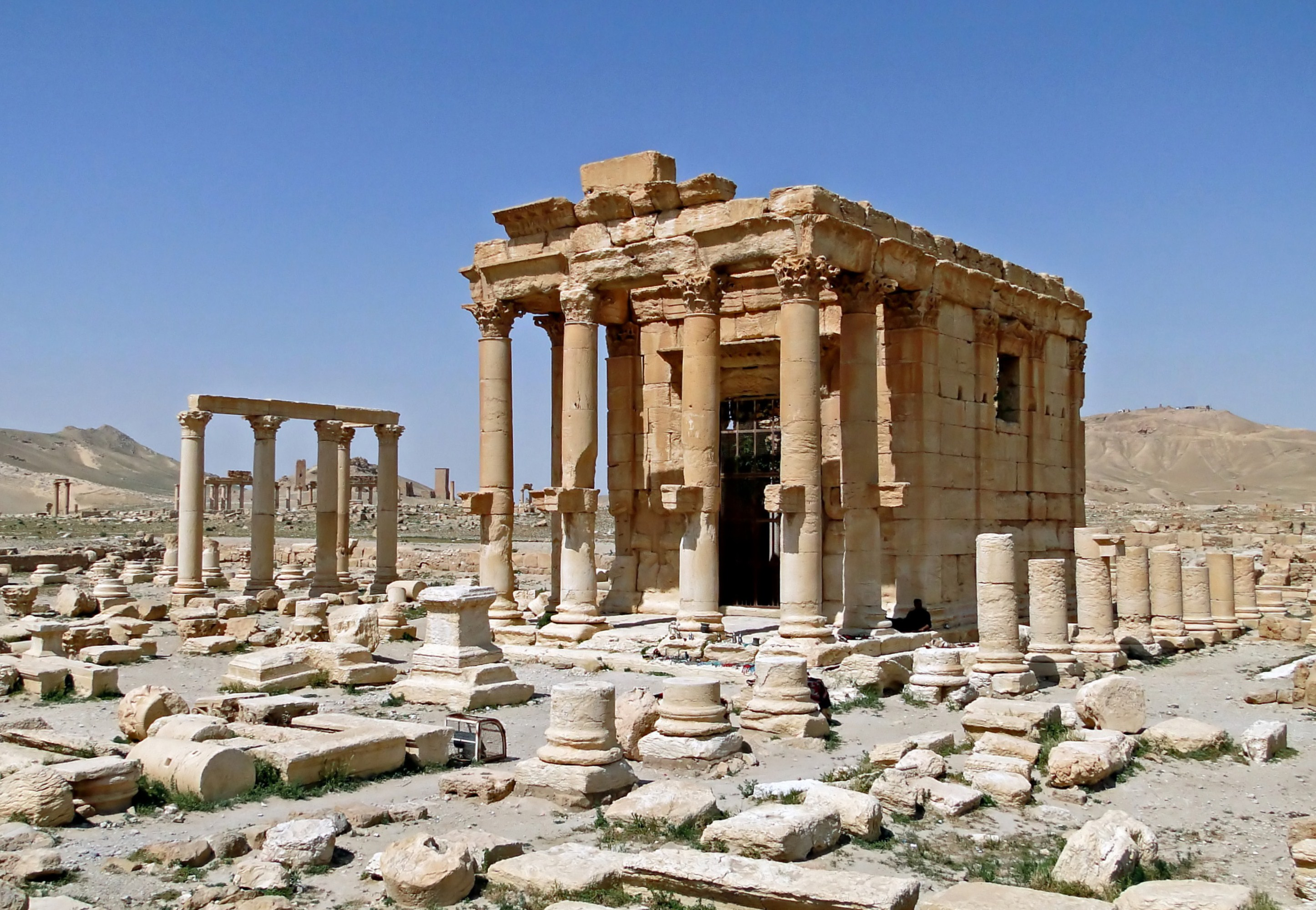
Храм Ваала в Пальмірі
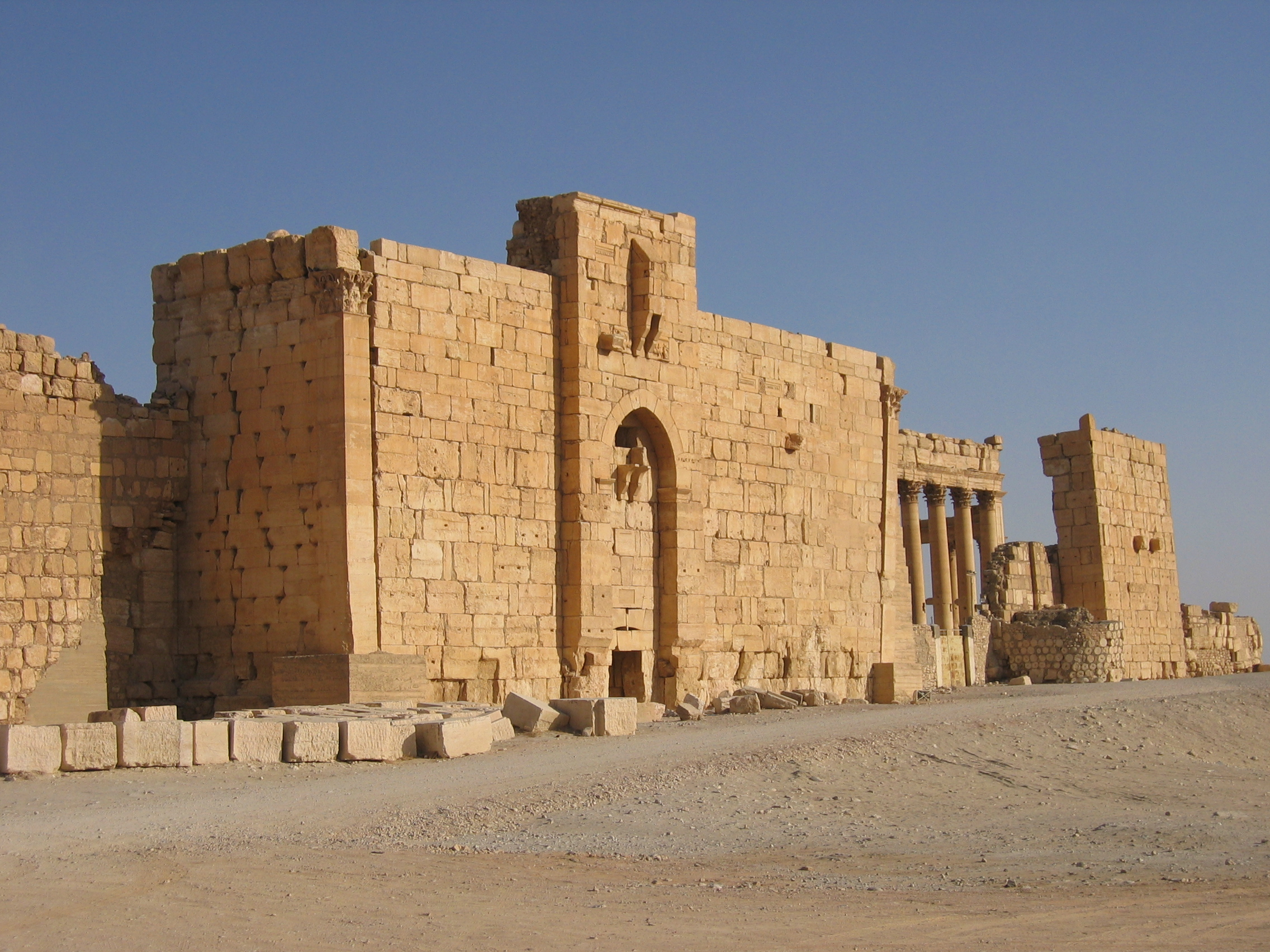
Укріплені ворота храму Ваала в Пальмірі

## У масовій культурі
У творі «Гоетія» є персонаж-демон з ім'ям Баал (згідно Рудд на івр. באל), він же Баєль або баїли — перший з 72-х демонів, король, правлячий на сході і керуючий понад 66 легіонами пекельних духів. Він з'являється в різних видах: іноді як кіт, іноді як жаба, іноді як людина, а іноді у всіх цих образах відразу, і має хрипкий голос.
- Баал — один з вищих демонів у всесвіті ігор Diablo і головний антагоніст в грі Diablo II: Lord of Destruction.
- Баал — мертвий бог вбивств у всесвіті Forgotten Realms, а також батько протагоніста в іграх Baldur's Gate і Baldur's Gate II. Баал був убитий в Смутні Часи, однак передбачаючи свою загибель, він заздалегідь створив від смертних жінок безліч нащадків, що не відрізнялися від людей чи інших рас.
- Баал — демон-антагоніст другого сезону серіалу «Еш проти зловісних мерців».
- Баал — демон-охоронець сігіла в грі «Divinity 2: Developer's Cut».
- Баал — демон-антагоніст в бразильському серіалі «СуперМакс».
- Баал — ім'я Електро Архонта, божества, що керує державою Інадзума в грі «Genshin Impact»
- Баал — рідна планета ордену Кривавих Янголів у всесвіті Warhammer 40,000.